# Distrikt Macusani
Der Distrikt Macusani liegt in der Provinz Carabaya in der Region Puno in Südost-Peru. Der Distrikt wurde am 2. Mai 1854 gegründet. Er besitzt eine Fläche von 1016 km². Beim Zensus 2017 wurden 13.631 Einwohner gezählt. Im Jahr 1993 betrug die Einwohnerzahl 8957, im Jahr 2007 11.707. Sitz der Provinz- und Distriktverwaltung ist die 4315 m hoch gelegene Stadt Macusani mit 11.242 Einwohnern (Stand 2017). Macusani befindet sich 200 km nordnordwestlich der Regionshauptstadt Puno.

## Geographische Lage
Der Distrikt Macusani befindet sich in der Cordillera Carabaya im westlichen Süden der Provinz Carabaya. Er misst etwa 35 km in Nord-Süd- sowie 
45 km in Ost-West-Richtung. Im Nordosten befindet sich das vergletscherte Gebirgsmassiv des 5807 m hohen Nevado Allincapac, im äußersten Osten das des 5269 m hohen Nevado Queroni. Im äußersten Südwesten erheben sich die Berge Nevado Huaña (5310 m) und Nevado Ollo Quenamari (5389 m). Der Río San Gabán (auch Río Macusani) hat sein Quellgebiet in dem Areal und entwässert dieses nach Norden. Entlang der südlichen Distriktgrenze verläuft die Wasserscheide zum Einzugsgebiet des Titicacasees.
Der Distrikt Macusani grenzt im Süden an die Distrikte Antauta und Nuñoa (beide in der Provinz Melgar), im Westen an den Distrikt Corani, im Norden an die Distrikte Ollachea und Ayapata sowie im Osten an die Distrikte Ituata und Ajoyani.

## Ortschaften
Im Distrikt gibt es neben dem Hauptort folgende größere Ortschaften:
- Huanutuyo (755 Einwohner)
- Tantamaco (656 Einwohner)